# Legio I Maximiana
Legio I Maximiana (I легіон Максиміана) — римський легіон часів пізньої імперії.

## Історія
Був створений у 296 або 297 році за рішенням імператора Діоклетіана у провінції Нижня Германія. Його реформовано з Legio I Maximiana Thebaeorum, оскільки протягом 285–290 років було страчено більшу частину командирів цього легіону, що були християнами. Тому Діоклетіан вирішив утворити новий легіон, який повинен бути вірним поганським імператорам. Разом з Legio I Maximiana створено також Legio II Flavia Constantia.
У 298 році цей легіон спрямовано до нової провінції Фіваїда (частина колишньої провінції Єгипет). Тут легіонери брали участь у відбудові фортеці біля Фів (сучасний Луксор). У 354 році вексиляції легіону були перетворені на комітатів (важку піхоту) та відправлені до Адріанополя. У 378 році вони брали участь у битві при Адріанополі, де імператор Валент зазнав нищівної поразки від готів. В цій битві комітати легіону зазнали значних втрат.
На початку V ст. значна частина легіону залишалася на о. Філи й підпорядковувалася дуксу Фіваїди. Комітати легіону, що вціліли у боях з готами, були поповнені й підпорядковані magister militum per Thracias (військовому командувачу Фракії). Невелика частина легіону перетворена на палацовий (palatinae) загін, що керувався безпосередньо magister peditum praesentalis (очільник піхотного війська).
Останні згадки про легіон датуються періодом володарювання імператора Феодосія II, коли римлянам довелося відбивати напад племені блемміїв на південні частини Єгипту.